# 12327 Terbrüggen
(12327) Terbruggen, denumire internațională (12327) Terbrüggen, este un asteroid din centura principală de asteroizi.

## Descriere
12327 Terbrüggen este un asteroid din centura principală de asteroizi. A fost descoperit pe 21 septembrie 1992 la Tautenburg de Lutz Dieter Schmadel și Freimut Börngen. Asteroidul prezintă o orbită caracterizată de o semiaxă mare de 2,30 ua, o excentricitate de 0,11 și o înclinație de 1,2° în raport cu ecliptica.